# モーツァルト国際コンクール
モーツァルト国際コンクール（International Mozart Competition）は、モーツァルテウムが主催する若手音楽家のためのコンクールである。

## 開催年と受賞者

### 1999年（第7回）
声楽部門（女声）
- 第1位　Tamar Javakhishvili （グルジア）
- 第2位　Eszter Wierdl （ハンガリー）、Diana Damrau （ドイツ）

声楽部門（男声）
- 第1位　なし
- 第2位　Yves Saelens （ベルギー）
- 第3位　Istvan Kovacs （ハンガリー）

ピアノ部門
- 第1位　Irma Kliauzaite （リトアニア）
- 第2位　Cristina Marton （ドイツ）
- 第3位　木野真美（日本）

フォルテピアノ部門
- 第1位　Jury Martinov （ロシア）
- 第2位　Elena Privano-Karl （ドイツ）
- 第3位　Florian Birsak

ヴァイオリン部門
- 第1位　Barnabas Kelemen （ハンガリー）
- 第2位　Sophie Rowell （オーストラリア）
- 第3位　Susanna Henkel （ドイツ）

### 2002年（第8回）
作曲部門（歌曲）
- 第1位　なし
- 第2位　クリストフ・シロドー （フランス）
- 特別賞　Vera IVANOVA （ロシア）

作曲部門（ピアノ独奏曲）
- 第1位　Spencer H. SCHEDLER （アメリカ）
- 第2位　Kee-Yong CHONG （マレーシア）
- 特別賞　Athanasia TZANOU （ギリシャ）

作曲部門（ヴァイオリン独奏曲）
- 第1位　Jin-Sun YU （韓国）
- 第2位　José Javier TORRES MALDONADO （メキシコ）
- 特別賞　Kee-Yong CHONG （マレーシア）

ヴァイオリン部門
- 第1位　Esther HOPPE （スイス）
- 第2位　山田晃子（日本）
- 第3位　Joanna KAMENARSKA （ブルガリア）

ピアノ部門
- 第1位　菊池洋子（日本）
- 第2位　Jae-Won Cheung （韓国）
- 第3位　Masako Sakai （日本）

声楽部門（女声）
- 第1位　Genia Kühmeier （オーストリア）
- 第2位　Beatrix Fodor （ハンガリー）
- 第3位　Astrid Monika Hofer （オーストリア）

声楽部門（男声）
- 第1位　Hye Soo Sonn （韓国）
- 第2位　Yosep Kang （韓国）
- 第3位　Wilfried Zelinka （オーストリア）